# Baldeogarh
Baldeogarh là một thị xã và là một nagar panchayat của quận Tikamgarh thuộc bang Madhya Pradesh, Ấn Độ.

## Địa lý
Baldeogarh có vị trí 24°45′B 79°04′Đ / 24,75°B 79,07°Đ Nó có độ cao trung bình là 319 mét (1046 foot).

## Nhân khẩu
Theo điều tra dân số năm 2001 của Ấn Độ, Baldeogarh có dân số 7585 người. Phái nam chiếm 52% tổng số dân và phái nữ chiếm 48%. Baldeogarh có tỷ lệ 51% biết đọc biết viết, thấp hơn tỷ lệ trung bình toàn quốc là 59,5%: tỷ lệ cho phái nam là 60%, và tỷ lệ cho phái nữ là 40%. Tại Baldeogarh, 20% dân số nhỏ hơn 6 tuổi.